# 22 милі
«22 милі» (англ. Mile 22) — шпигунський бойовик 2018 року Пітера Берга з Лорен Коен, Марком Волбергом і Джоном Малковичем у головних ролях.

## Сюжет
Агент ЦРУ та колишній ветеран морської піхоти Джеймс Сілва очолює загін, щоб здійснити напад на сховище ФСБ РФ у США. Джеймс Бішоп має знешкодити партії цезію. Відбувається перестрілка, загони з обох боків зазнали значних втрат. Підліток попереджає Сілву, що він зробив помилку.
Через 16 місяців в Індокаррі офіцер поліції Лі Нур здається в посольстві США, щоб домовитись про виїзд з країни в обмін на інформацію. У нього є диск з даними про цезій, але диск запрограмований на самознищення протягом 8 годин. Посольство вимагає затримки Нура, через звинувачення в шпигунстві. Загону Сілви доручили доставити Лі до літака. На шляху на них нападають мотоциклісти. Оперативник Сем Сноу жертвує собою, щоб виграти час. У ресторані, де переховувались люди Сілви, на загін знову нападають. Їм вдається знешкодити переслідувачів. На борту літака Нур називає пароль, щоб відкрити диск. Комбінація збігалася з адресою сейфа ФСБ, а це означало, що Нур діє як потрійний агент РФ. Збагнувши це, Аліса роззброює охорону та пробиває кабіну літака. Команда Бішопа була виявлена та застрелена. Сілва вішає фотографію Нура та обіцяє помститися.

## У ролях
| Актор             | Роль              |
| ----------------- | ----------------- |
| Марк Волберг      | Джеймс Сілва      |
| Лорен Коен        | Еліс Керр         |
| Іко Ювайс         | Лі Нур            |
| Джон Малкович     | Бішоп             |
| Ронда Роузі       | Сем Сноу          |
| Микола Ніколаєв   | Олександр Асланов |
| CL                | Королева          |
| Террі Кінні       | Джонні Портер     |
| Пурна Джаганнатан | Дороті Бреді      |
| Сем Медіна        | Аксель            |
| Пітер Берг        | Лукас             |

## Створення фільму

### Виробництво
Зйомки фільму проходили у грудні 2017 року в Атланті, США та в січні-лютому в Боготі, Колумбія.

### Знімальна група
- Кінорежисер — Пітер Берг
- Сценарист — Леа Карпентер, Грем Роланд
- Кінопродюсер — Пітер Берг, Стівен Левінсон, Марк Волберг
- Композитор — Джефф Руссо
- Кінооператор — Жак Жуффре
- Кіномонтаж — Мелісса Лосон Чеунг, Колбі Паркер мол.
- Художник-постановник — Ендрю Мензіс
- Артдиректор — Алекс Мак-Керролл, Марія Фернанда Муньос
- Художник-декоратор — Наталі Поуп
- Художник-костюмер — Верджинія Джонсон
- Підбір акторів — Шейла Джаффе[4]

## Сприйняття
Фільм отримав переважно негативні відгуки. На сайті Rotten Tomatoes оцінка стрічки становить 23 % на основі 173 відгуки від критиків (середня оцінка 4,1/10) і 45 % від глядачів із середньою оцінкою 3,0/5 (2 373 голоси). Фільму зарахований «гнилий помідор» від кінокритиків та «розсипаний попкорн» від глядачів, Internet Movie Database — 6,1/10 (41 590 голосів), Metacritic — 38/100 (36 відгуки критиків) і 5,0/10 (76 відгуків від глядачів).